# 三木市立緑が丘中学校
三木市立緑が丘中学校（みきしりつみどりがおかちゅうがっこう）は、兵庫県三木市緑が丘町東にある市立中学校。通称「緑中」。

## 概要

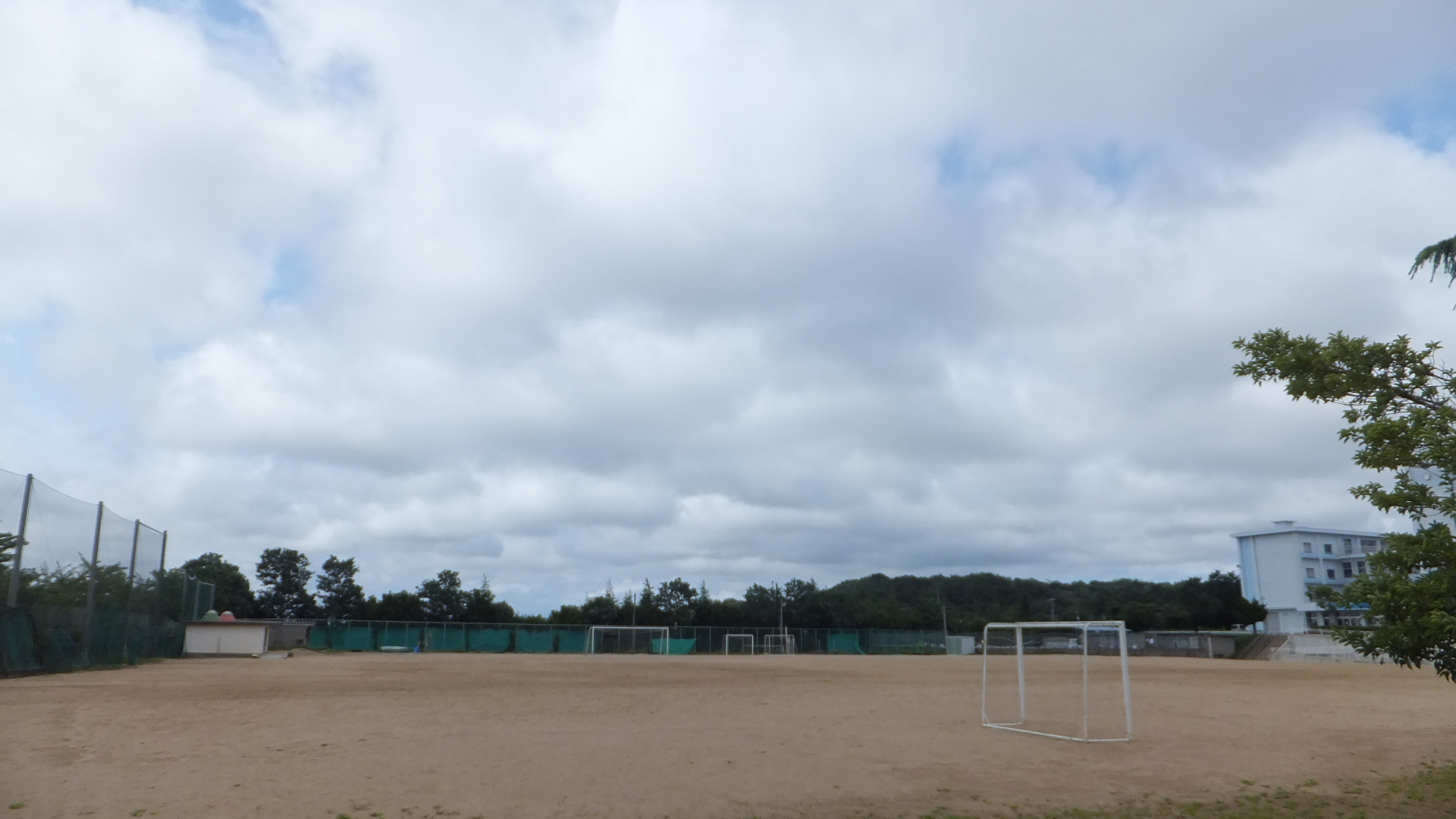
校庭の様子

1976年三木市立三木中学校がマンモス化し、1971年に緑が丘町が町開きされ、住人および子供が増えたことに伴い設立された。設立当初の生徒数は三木中学と同じマンモス化であったが自由が丘中学校開校もあり、現在の生徒数はピーク時の4分の1となっている。主に三木市立緑が丘小学校、三木市立緑が丘東小学校、三木市立志染小学校の卒業生が進学する。

## 沿革
- 1976年4月1日 - 三木市立三木中学校から独立し、開校。
- 1983年4月1日 - 三木市立自由が丘中学校が開校に伴い、校区変更。
- 1984年 - 同校の生徒が、5000m走中学生の部で日本新記録（当時）を出す。
- 2003年 - 朝の読書が開始される。それにより、登校時間が5分繰り上がる。
- 2007年11月 - 陸上部が全国中学校駅伝大会に出場。全国6位になる。
- 2021年4月 - 三木市立志染中学校を統合[1]。

### 校地規模
- 校地総面積 - 33,060m2
  - 運動場 - 14,772m2
  - 建物敷地 - 13,811m2
  - プール - 500m2
  - その他 - 3,977m2

- 校舎総規模-鉄筋コンクリート4階建2棟（北校舎・南校舎）
  - 普通教室:21・特別教室:16・管理室:22
  - 体育館 - 1棟（1,041m2）
  - 部室 - 1棟（10室・147m2）
  - 体育館東校舎

### 制服
- 男子　学生服
- 女子　丸襟ブラウス、ブレザー、スカート

## 所在地
- 兵庫県三木市緑が丘町東4丁目15番地

### 周辺の施設
- 三木市立緑が丘東幼稚園
- 三木市立緑が丘東小学校
- 三木北高等学校
- 関西国際大学
- 三木市立三木特別支援学校

### 周辺の道路
- 兵庫県道83号平野三木線
- 兵庫県道22号神戸三木線
- 三木市道青山笠松線
- 三木市道緑が丘青山線

## 主な出身者
- 峯田大介 - テレビプロデューサー
- 奥嶋ひろまさ - 漫画家
- 川野武文 - 宮崎放送アナウンサー
- 大坪隆誠 - 陸上選手
- 山本俊樹 - 重量挙げ選手：2020年東京オリンピックのウエイトリフティング競技日本代表

## 通学区域が隣接している学校
- 三木市立自由が丘中学校
- 三木市立三木東中学校
- 三木市立三木中学校
- 神戸市立淡河中学校
- 神戸市立山田中学校
- 神戸市立押部谷中学校